# Ōmandokoro
Ōmandokoro (大 政所 (Đại Chính Sở) 1516 - 29 tháng 8 năm 1592) là mẹ của Tướng quân nổi tiếng Nhật Bản Toyotomi Hideyoshi.
Bà có con gái là Asahi no kata.
Sau khi qua đời, bà được ban pháp danh là Tenzui'in (天瑞院 (Thiên Thụy Viện)).